# Vaccin diphtérique, tétanique, coquelucheux et poliomyélitique
Le vaccin diphtérique, tétanique, coquelucheux et poliomyélitique (abrégé vaccin DTCP ou dTcP) est un vaccin combiné quadrivalent, contenant les vaccins contre la diphtérie, le tétanos, la coqueluche et la poliomyélite.
Il existe 2 types principaux : le vaccin à dose usuelle (DTCP) et celui à dose réduite (dTcP) en antigènes. Ils diffèrent essentiellement par la quantité de vaccins contre la diphtérie et la coqueluche dans chaque unité. Les vaccins à dose usuelle sont fabriqués par GlaxoSmithKline sous le nom Infanrixtetra et par Sanofi sous le nom Tetravac. Les vaccins à dose réduite sont fabriqués par GlaxoSmithKline sous le nom Boostrixtetra et par Sanofi sous le nom Repevax. 
Le vaccin à dose usuelle est recommandé chez l'enfant en rappel à l'âge de six ans. Le vaccin à dose réduite est recommandé en rappel chez l'enfant à un âge entre 11 et 13 ans puis chez l'adulte à l'âge de 25 ans.